# Irządze (gemeente)
De gemeente Irządze is een landgemeente in het Poolse woiwodschap Silezië, in powiat Zawierciański.
De zetel van de gemeente is in Irządze.
Op 30 juni 2004 telde de gemeente 2939 inwoners.

## Oppervlakte gegevens
In 2002 bedroeg de totale oppervlakte van gemeente Irządze 73,55 km², waarvan:
- agrarisch gebied: 65%
- bossen: 24%

De gemeente beslaat 7,33% van de totale oppervlakte van de powiat.

## Demografie
Stand op 30 juni 2004:
| Omschrijving                   | Totaal | Totaal | Vrouwen | Vrouwen | Mannen | Mannen |
| ------------------------------ | ------ | ------ | ------- | ------- | ------ | ------ |
| eenheid                        | aantal | %      | aantal  | %       | aantal | %      |
| inwoners                       | 2939   | 100    | 1467    | 49,9    | 1472   | 50,1   |
| bevolkingsdichtheid (inw./km²) | 40     | 40     | 19,9    | 19,9    | 20     | 20     |

In 2002 bedroeg het gemiddelde inkomen per inwoner 1304,35 zł.

## Administratieve plaatsen (sołectwo)
Bodziejowice, Irządze, Mikołajewice, Sadowie, Wilgoszcza, Wilków, Witów, Woźniki, Wygiełzów, Zawada Pilicka, Zawadka.

## Aangrenzende gemeenten
Kroczyce, Lelów, Niegowa, Szczekociny